# 1813 en photographie
| Années de la photographie : 1810 - 1811 - 1812 - 1813 - 1814 - 1815 - 1816    |
| Décennies de la photographie : 1780 - 1790 - 1800 - 1810 - 1820 - 1830 - 1840 |

Cet article présente les faits marquants de l'année 1813 en photographie.

## Événements
- Nicéphore Niépce cherche à améliorer le procédé de la lithographie par voie photo-chimique, en étalant du bitume de Judée, sensible à la lumière, sur des plaques de zinc et en les exposant à la lumière du soleil[1].

## Naissances
- 11 mars : James Anderson, photographe britannique, actif à Rome, mort le 27 février 1877.
- 5 juin : Édouard Baldus, peintre et photographe prussien naturalisé français, mort le 22 décembre 1889.
- 17 juillet : Charles Marville, photographe français, mort le 1er juin 1879.
- 17 septembre : John Jabez Edwin Mayall (en), photographe britannique, mort le 6 mars 1901.
- 26 octobre : Frédéric Flachéron, sculpteur et photographe français, actif à Rome, mort le 21 juin 1883.
- 8 novembre : Nicolaas Henneman (nl), photographe néerlandais, actif en Angleterre, mort le 19 janvier 1898.
- Date précise non renseignée ou inconnue :
  - Frederick Scott Archer, photographe britannique, inventeur du procédé du collodion humide, mort le 1er mai 1857.
  - Domenico Bresolin, peintre et photographe italien, mort le 23 mars 1900.
  - Giacomo Caneva, photographe italien, mort le 29 mars 1865.
  - Daniel Davis, Jr., photographe américain, mort en 1887.
  - Oscar Gustave Rejlander, photographe britannique, mort le 18 janvier 1875.
  - James Robertson, médailleur et photographe britannique, un des premiers photographes de guerre, mort le 18 avril 1888.
  - Mary Field, comtesse de Rosse, astronome et photographe britannique amateure, morte en 1885.